# Trofeu Pedal Antifeixista
Trofeu Pedal Antifeixista va ser una cursa ciclista per etapes celebrada a Catalunya l'abril de 1937, mesos després d'haver esclatat la Guerra Civil Espanyola.
La competició va ser organitzada pel Comissariat de Propaganda de la Generalitat de Catalunya i el diari El Diluvio, el qual s'encarregà de la difusió i propaganda. També va comptar amb la participació del Socors Roig Internacional, al qual anaven destinats els beneficis de l'esdeveniment, i del Comitè Català pro Esport Popular. Aquesta competició prenia el relleu a la cursa celebrada entre Jaca i Barcelona, coneguda com "La Republicana" i que commemorava la Insurrecció de Jaca l'any 1930, cursa que s'havia celebrat el 1934, 1935 i 1936 gràcies també a l'impuls de El Diluvio.
El trofeu es va dividir en cinc etapes amb uns 700 km de recorregut total. La primera etapa s'inicià al poble de Peraltilla al Front d'Aragó el 14 d'abril, data de la proclamació de la Segona República Espanyola, i s'allargà fins a la ciutat de Lleida. La resta d'etapes culminaven consecutivament a les localitats de Tarragona, Manresa, Girona i finalment, al Parc de la Ciutadella de Barcelona.
El guanyador de la darrera etapa fou Josep Campamà Roca, encara que el vencedor absolut va ser el martorellenc Josep Fisas Tintoré.